# Tellio
 Der er for få eller ingen kildehenvisninger i denne artikel, hvilket er et problem. Du kan hjælpe ved at angive troværdige kilder til de påstande, som fremføres i artiklen.

Tellio er en bredbånds- og IP-telefoni-tjeneste, som er en del af den norske koncern, Telio Holding SA. Koncernen blev børsnoteret i 2006 på Oslo børs.
Tellio er ejet af de ansatte, kunder og finansielle investorer.
Moderselskabet blev stiftet og etableret i Norge i 2003, af Aril Resen, Alan Duric og Espen Fjogstad, alle med en fortid i svensk-amerikanske Global IP Solutions (GIPS). 
Tellio har tilbudt telefoni til europæiske kunder siden 2003. 
I 2005 introducerede Tellio bredbåndstelefoni, også kaldet VoIP, til danske forbrugere og i december 2007 lancerede selskabet IP-telefoni til mindre og mellemstore danske virksomheder.
Tellio havde i 2010 ca. 150.000 kunder på deres telefoniløsninger.[kilde mangler]

## Tellio speciale i udenlands telefoni
Tellio er Danmarks næststørste leverandør af fastnet udlandstrafik[kilde mangler]. Tellio har specialiseret sig i at levere billig telefoni til udlandet.

## Kritik
Forbrugerombudsmanden anmeldte i efteråret 2010 Tellio til politiet, for brud på markedsføringsloven, da forbrugerombudsmanden mente at selskabet vildledte i deres markedsføring. Selskabet blev også anmeldt i 2007, hvor de blev dømt til betaling af kr. 80.000,- i erstatning.

## Ekstern henvisning
- Tellio hjemmeside

## Fodnoter
1. ↑  Pressemeddelelse 8/9-2010
2. ↑  Computerworld.dk Forbrugerombudsmanden melder Tellio til politiet 6/9-2007
3. ↑  Computerworld.dk Vildledning koster teleselskab 80.000 kroner 6/10-2008